# Jeju (ville)
Pour les articles homonymes, voir Jeju (homonymie).

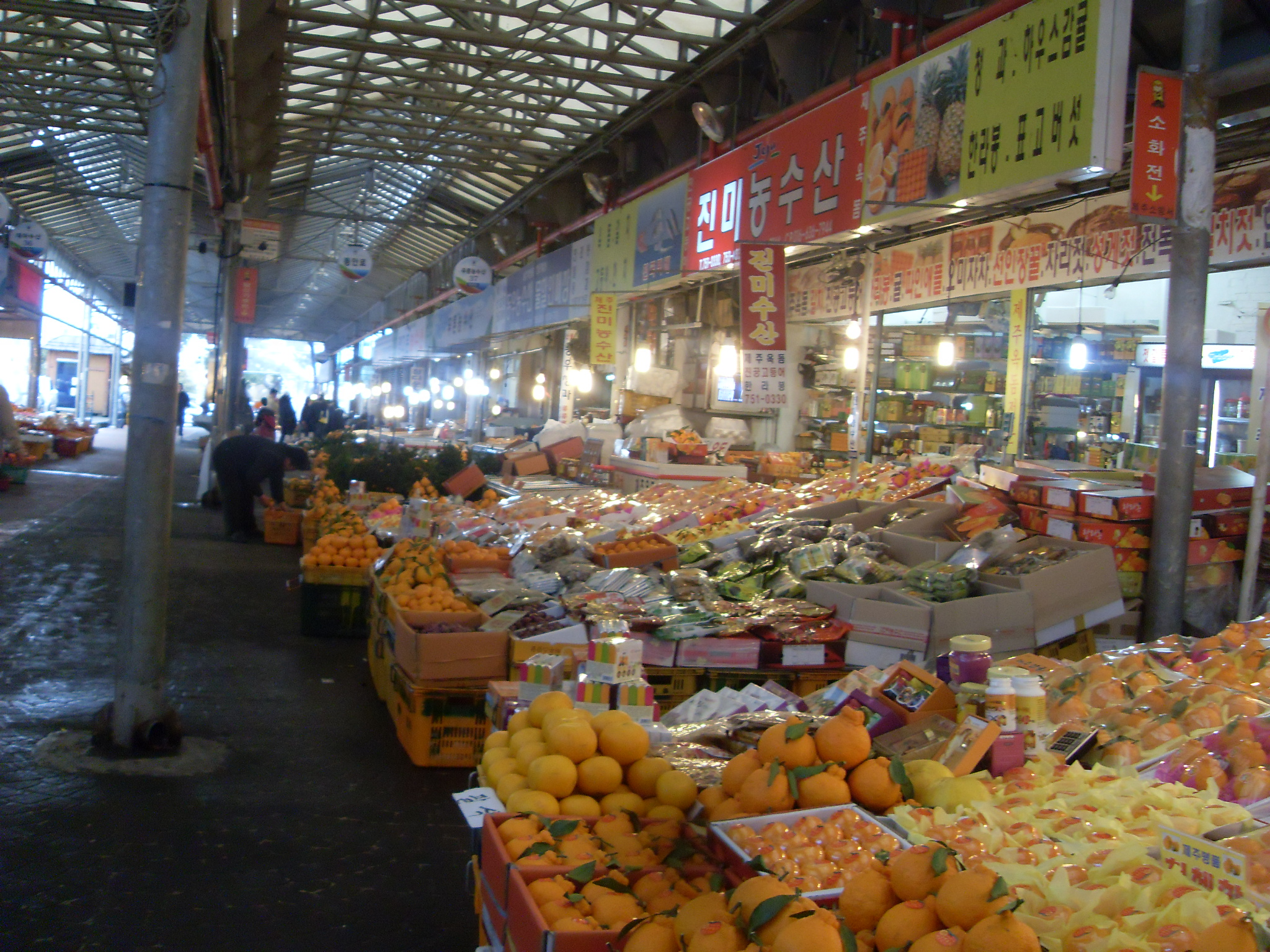
Le marché Dongmun

Jeju (prononcé en coréen : /tɕe.dʑu/) est la capitale de la province de Jeju en Corée du Sud. Avec ses 408 364 habitants (2007), c'est la plus grande ville de l'île volcanique de Jeju, l'île la plus au sud de la Corée. C'est un port situé à l'entrée ouest du détroit de Corée. Son climat subtropical et son ambiance relativement sèche en font une destination touristique appréciée des Coréens : Jeju accueille quatre millions de visiteurs par an[Quand ?], principalement venus de Corée, du Japon et de Chine. Elle est desservie par un aéroport international, le troisième du pays (en) en importance.

## Géographie
Dans ses frontières actuelles, la zone administrative de Jeju-si est l'une des deux divisions de la province de Jeju. Elle est très étendue (près de 1 000 km2) car elle a absorbé en 2006 le district de Jeju du Nord, un district rural, et couvre maintenant la moitié nord de l'île dans toute sa longueur. Auparavant, elle accueillait 259 200 habitants et couvrait 255,5 km2 ; 19,3 km d'ouest en est et 10,2 km du nord au sud. Au nord, elle borde la mer du détroit de Corée. Au sud, le territoire de Jeju-si monte doucement jusqu'au sommet du volcan Hallasan (1 950 m), la seule montagne de l'île et le point culminant de la Corée du Sud. De l'autre côté de cette montagne, elle jouxte le territoire de la ville de Seogwipo.
Le territoire urbain de Jeju est divisé en dix-neuf quartiers (dong). Il comprend également quatre bourgades (eup) et trois communes rurales (myeon).
- Aeweol-eup (애월, 33° 27′ 36″ N, 126° 19′ 30″ E), à 15 km à l'ouest de Jeju.

À Sogil-ri, le musée Psyche World montre 10 000 papillons et d'autres petits animaux tandis que le musée des ours en peluches Teseum Safari présente toutes sortes de peluches animales ainsi que des poupées.
- Gujwa-eup (구좌, 33° 31′ 38″ N, 126° 51′ 20″ E), à 35 km à l'est de Jeju.

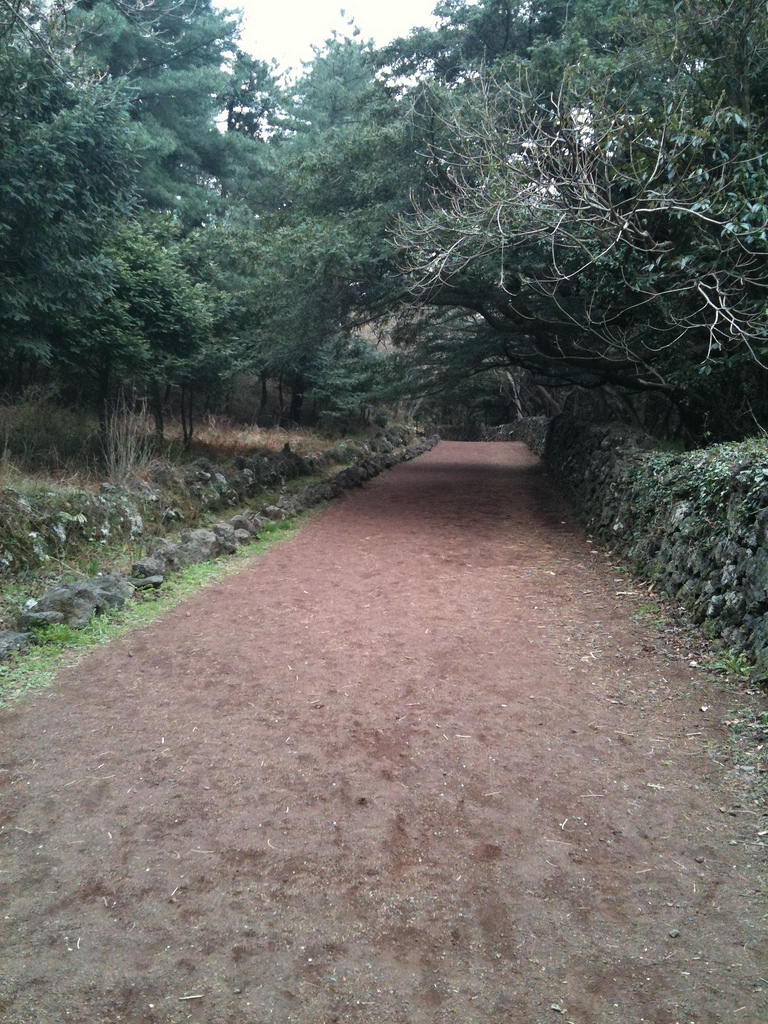
La forêt de torreyas de Bijarim.

À Hado-ri, le musée Haenyo de Jéju présente la vie des haenyos, les femmes plongeuses allant à la pêche aux crustacés.
Le village de Gimnyeong-ri accueille le parc Southernland. Ce parc est constitué par les décors qui ont servi au tournage de la série télévisée The Legend (ko). Il rappelle la vie à l'époque du royaume de Goguryeo et est constitué essentiellement du palais royal, d'un restaurant, de boutiques et de maisons ordinaires.
Le village de Pyeongdae-ri abrite la forêt de Bijarim, une forêt de 2 800 torreyas vieux de 500 à 800 ans qui ont été plantés en forme de sacrifices envers les dieux. Elle est classée monument naturel no 374.
La grotte Manjanggul se trouve dans le village de Donggimryeong. Avec 13,4 km, c'est l'un des plus longs tunnels de lave du monde. On y trouve des stalagmites et des piliers en lave ainsi que des chauves-souris. Gimnyeongsagul (monument naturel no 98), la grotte du serpent, se trouve à proximité.
- Hanrim-eup (한림, 33° 24′ 59″ N, 126° 15′ 47″ E), à 33 km à l'ouest de Jeju.

Hyeopjae-ri possède une des plus belles plages de l'île, la plage Hyopjae à l'ouest de la ville, en face de l'île de Biyang et longue de 9 km. Juste à côté se trouve la parc Hallim, un parc de plantes subtropicales de 100 000 m2, qui entoure aussi la grotte de Hyeopjae (Hyeopjaegul, monument naturel no 236), un tube de lave de 200 m de long courant à travers une couche de coquillages et de sable. Par endroits, les parois de la grotte sont recouvertes de calcaire avec des stalactites et des stalagmites en calcaire.
- Jocheon-eup (조천, 33° 32′ 07″ N, 126° 38′ 04″ E), à 12 km à l'est de Jeju. Le cratère de Sangumburi, monument naturel no 263 est un cratère de 650 m de large et profond de 100 m situé dans le village de Gyorae-ri[12]. Le Seongpanak est un autre volcan latéral situé à 1 250 m d'altitude. Son nom provient de sa falaise longue de 500 m qui ressemble à une forteresse faite d'une palissade de bois. Au printemps, la floraison des azalées y forme un tapis rose[13].

Le village de Bukchon-ri accueille le parc Dolharbang qui montre une collection de quarante-huit Dol hareubang. Le parc Dokkebbi, rempli d'énormes kobolds se trouve à Seonheul-ri.
- Hangyeong-myeon (한경, 33° 21′ 05″ N, 126° 11′ 03″ E) se situe à l'extrémité ouest de l'île.

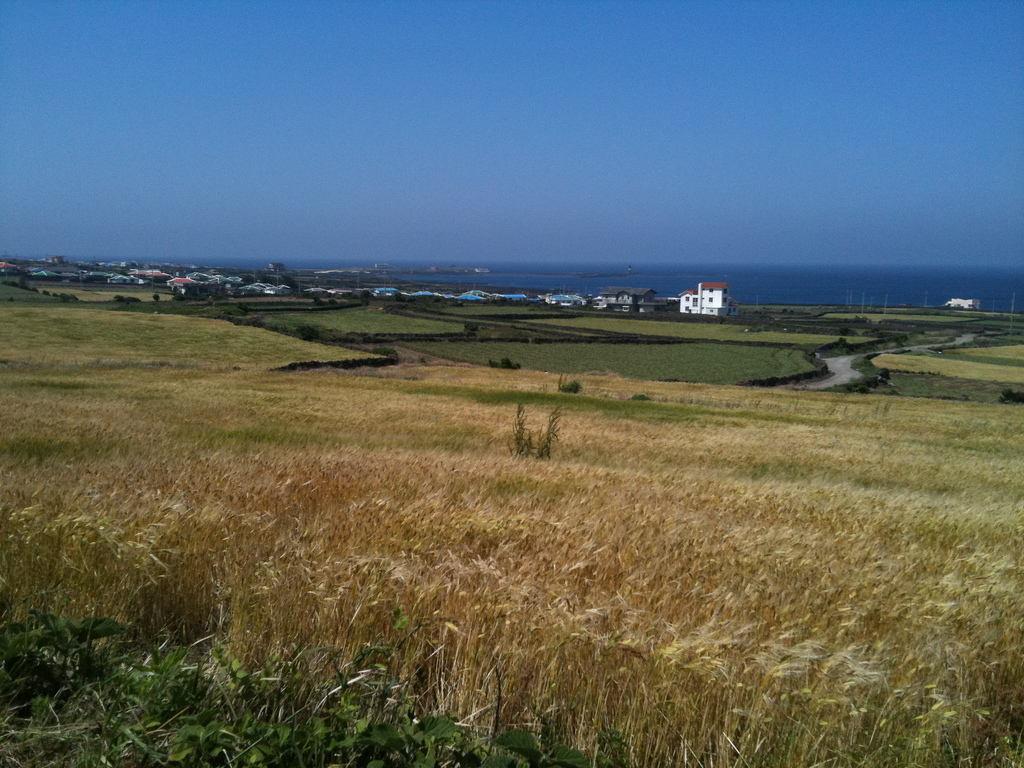
Un champ à Udo

Le village de Jeoji-ri abrite « Bunjae artpia », un jardin contenant 2 000 bonsaïs et le « château de verre », un hall d'exposition consacré aux œuvres d'art en verre.

À Gosan-ri se trouve le pic Suwolbong, un petit oreum haut de 77 m célèbre pour la beauté de ses couchers de soleil. Cette colline est couronnée par le petit pavillon de Suwoljong et par une station météorologique. Le panorama s'étend sur l'île de Chagwi ainsi que sur le mont Songak.
- Udo-myeon (우도, 33° 30′ 28″ N, 126° 57′ 11″ E) est une petite île de 6,07 km2 plantée à l'extrême est de Jeju-do. Ses 1 752 habitants vivent de la pêche et de l'agriculture[18].
- Chuja-myeon (추자, 33° 56′ 50″ N, 126° 19′ 13″ E) est un groupe d'îles isolé situé au milieu du détroit de Corée à 50 km au nord de Jeju portant 2 535 habitants sur 7,05 km2.

### Climat
| Mois                                  | jan.      | fév.      | mars      | avril     | mai       | juin      | jui.      | août      | sep.      | oct.      | nov.      | déc.      | année     |
| ------------------------------------- | --------- | --------- | --------- | --------- | --------- | --------- | --------- | --------- | --------- | --------- | --------- | --------- | --------- |
| Température minimale moyenne (°C)     | 3,2       | 3,6       | 6,1       | 10,2      | 14,4      | 18,7      | 23,3      | 24,3      | 20,4      | 15,1      | 9,8       | 5,3       | 12,9      |
| Température moyenne (°C)              | 5,7       | 6,4       | 9,4       | 13,8      | 17,8      | 21,5      | 25,8      | 26,8      | 23        | 18,2      | 12,8      | 8,1       | 15,8      |
| Température maximale moyenne (°C)     | 8,3       | 9,4       | 12,8      | 17,5      | 21,6      | 24,8      | 29        | 29,8      | 25,8      | 21,3      | 16        | 11        | 18,9      |
| Record de froid (°C) date du record   | −5,8 2016 | −6 1977   | −4,1 1977 | −0,2 1972 | 4 1933    | 9,2 1951  | 15 1969   | 15,8 1979 | 9,8 1928  | 5,5 1923  | 0,5 1992  | −3,6 1985 | −6 1977   |
| Record de chaleur (°C) date du record | 23,6 2020 | 24,5 2004 | 28,1 2013 | 30,9 1956 | 33,1 2019 | 34,5 1994 | 37,5 1942 | 37,4 1998 | 34,4 1997 | 32,1 2016 | 26,7 2020 | 23,3 1936 | 37,5 1942 |
| Ensoleillement (h)                    | 70,4      | 105,4     | 158,9     | 194,4     | 211,9     | 170,9     | 195,6     | 195,6     | 161,7     | 178,5     | 126       | 84,8      | 1 854,1   |
| Précipitations (mm)                   | 65,2      | 62,6      | 88,6      | 89,6      | 96,4      | 181,4     | 239,9     | 262,5     | 221,6     | 80,3      | 61,9      | 47,7      | 1 497,6   |
| Nombre de jours avec précipitations   | 12,6      | 10,3      | 11,2      | 10        | 10,4      | 11,8      | 12,5      | 13,5      | 10,8      | 7         | 9,3       | 10,8      | 130,2     |
| Humidité relative (%)                 | 65,3      | 64,9      | 64,9      | 66,5      | 70,4      | 76,8      | 78,3      | 76,5      | 73,7      | 66,9      | 65,1      | 65,1      | 69,6      |
| Nombre de jours avec neige            | 8,2       | 4,6       | 1,4       | 0         | 0         | 0         | 0         | 0         | 0         | 0         | 0,4       | 5,3       | 19,9      |

| Diagramme climatique                                  |            |             |              |              |               |             |               |               |              |           |           |
| J                                                     | F          | M           | A            | M            | J             | J           | A             | S             | O            | N         | D         |
| 8,33,265,2                                            | 9,43,662,6 | 12,86,188,6 | 17,510,289,6 | 21,614,496,4 | 24,818,7181,4 | 2923,3239,9 | 29,824,3262,5 | 25,820,4221,6 | 21,315,180,3 | 169,861,9 | 115,347,7 |
| Moyennes : • Temp. maxi et mini °C • Précipitation mm |            |             |              |              |               |             |               |               |              |           |           |

## Histoire
L'emplacement du centre-ville était d'une grande importance pour l'île dès le début de son histoire, comme le montre la légende du Samseonghyeol, les trous dont sont sortis les ancêtres des habitants de Jeju et que l'on peut encore visiter. Jeju fit d'abord partie du royaume de Tamna, qui devint ensuite un État vassal des royaumes coréens de Paekche puis de Silla avant d'être annexé par Joseon.
À partir des années 1970, la ville a grandi rapidement. La ville nouvelle de Shin Jeju a été créée il y a quelques décennies[évasif] sur les collines au-dessus de l'aéroport et abrite les bâtiments gouvernementaux et de nombreux hôtels. Jusque dans les années 1970, la plupart des maisons avaient des toits en paille, ceux-ci ont maintenant pratiquement disparu.
Sur le plan administratif, la cité de Jeju a été séparée du district de Jeju du Nord en 1955 avant que ces deux unités soient réunifiées sous le nom de ville de Jeju en juillet 2006.

## Monuments et lieux touristiques
En de nombreuses places se trouvent des statues de la porteuse d'eau, un symbole fort de la ville.

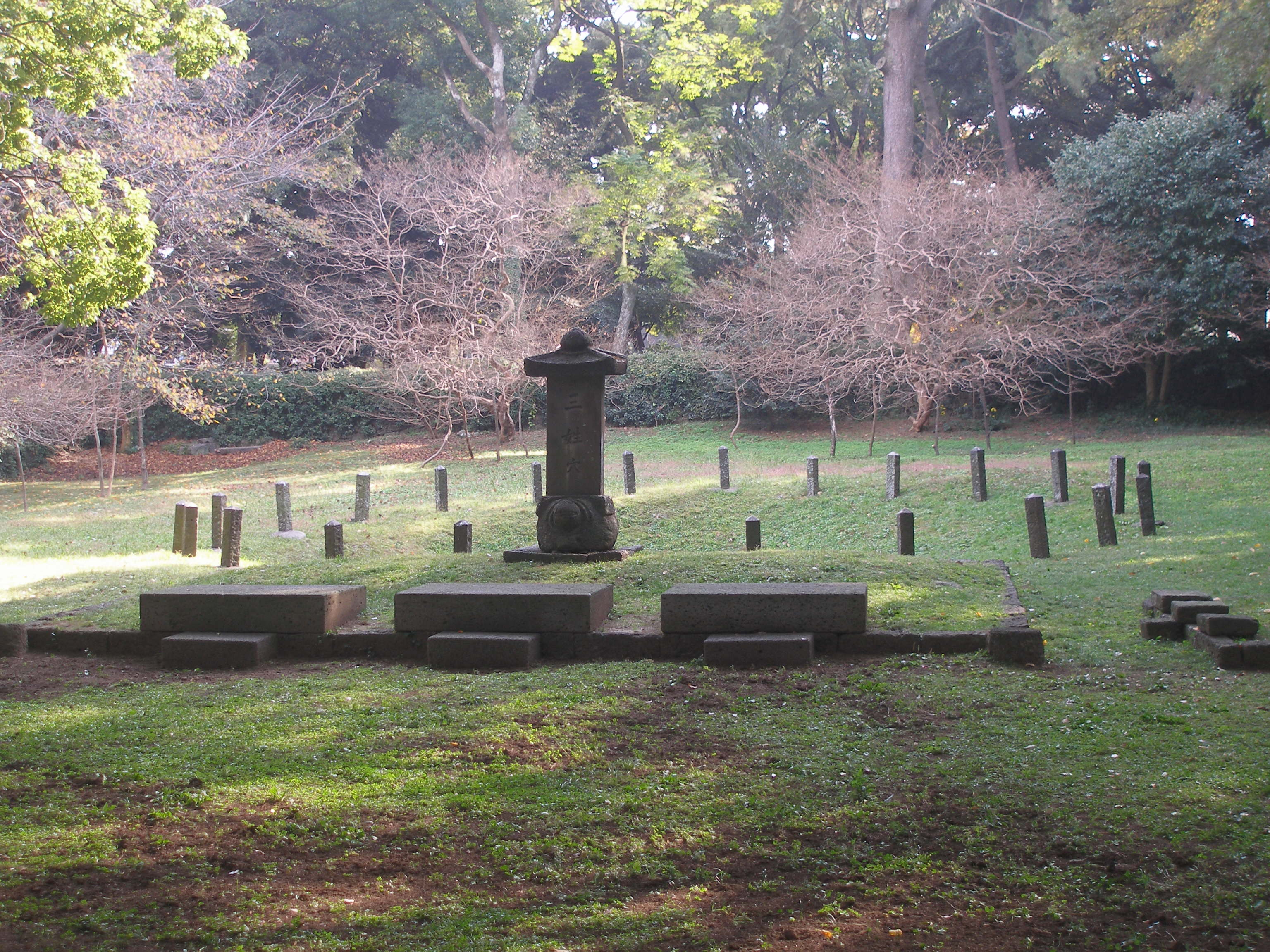
Les trois trous sacrés du Samseongyeol

L'autre symbole fort de la ville est le Samseonghyeol (삼성혈). Ce sont trois larges trous situés au centre-ville de Jeju. La légende raconte que trois demi-dieux en sont sortis, ils s'appelaient Ko Eulna, Yang Eulna et Bu Eulna. Ils allaient devenir les patriarches du royaume de Tamna et leurs descendants portent encore leurs noms de famille. Plus tard, un homme mystérieux arriva amenant trois princesses qui devinrent leurs femmes, leur apprirent l'agriculture et les aidèrent à développer le pays. Ensuite, après avoir tiré trois flèches depuis le sommet de la montagne, ils s'installèrent leurs villages chacun de leur côté.
La ville possède quelques musées, dont les plus importants sont :
Le musée national de Jeju présente l'histoire et l'héritage culturel de l'île depuis la préhistoire jusqu'à la dynastie Joseon. Il a ouvert en 2001.
Le musée d'histoire naturelle se trouve dans le quartier de Ildo 2-dong. Il montre la vie marine, la faune, la flore et les roches de l'île de Jeju.
Le Jeju Love Land (en) est un parc de sculptures dédié à l'érotisme et à la sexualité qui se trouve dans le quartier de Yeon-dong. Ouvert en 2004, il contient 140 sculptures réalisées par des artistes issus de l'université Hongik.
À Samyang 3-dong, le musée folklorique de Jeju présente des costumes traditionnels et de nombreuses statues de Musin (Musingung).
Les sites naturels les plus remarquables :
Le rocher Yongduam, le rocher de la tête du dragon est nommé ainsi à cause d'une légende qui raconte qu'un dragon avait essayé de monter au ciel. En pierre volcanique, long de 30 m et haut de 10 m, la partie qui représente la tête a malheureusement été abattue par la foudre.
Le mont Sarabong est un volcan parasitaire en forme de fer à cheval situé à l'est du port à côté du parc Sarabong. Il est couronné par le pavillon de Mangyong et offre une vue sur la mer et le mont Halla. Au nord se trouve le site de signalements d'incendie Bongsudae, le temple de Sara et le phare Sanji.
Byeoldobong est un volcan latéral haut de 136 m situé au bord de la mer à l'est de Hwabuk 1-dong. Il abrite la grotte de la baleine (Goraegul) et le sentier Jangsu qui permet de longer les falaises sur 1,8 km et offre une vue sur le port de Jeju.
Dans le quartier de Yeon-dong, l'arborétum de Halla abrite 909 espèces d'arbres originaires de l'île et de plantes subtropicales depuis décembre 1993.
À Ara 1-dong, le Tamna Mokseokwon est un parc qui présente des rochers et des arbres ayant une valeur particulière.
Le temple de Gwaneum à Ara 1-dong est le plus vieux temple de l'île. Démoli au dix-huitième siècle quand le confucianisme devint religion d'État, il a été reconstruit en 1912 et rénové en 1964. C'est le point de départ du sentier de Gwaneumsa qui monte jusqu'au sommet du mont Halla.
Le parc national de Hallasan :
D'une superficie de 151 km2, il a été fondé en 1970. C'est aussi une réserve de biosphère. Situé sur l'île de Jeju, la plus grande île coréenne, le mont Halla (Hallasan) est le point culminant de la Corée du Sud, à 1 950 m.

## Économie
Le tourisme joue un grand rôle dans l'économie de Jeju qui est aussi célèbre pour ses oranges : la ville est entourée de fermes produisant des oranges et des mandarines. La ville abrite l'université nationale de Jeju ainsi que trois collèges.

## Transport
Jeju est desservie par l'aéroport international de Jeju (code IATA : CJU • code OACI : RKPC), le troisième du pays qui a accueilli plus de 12 millions de passagers en 2007. La relation aérienne Séoul - Jeju est la première au monde en termes de fréquentation (2012, 2016 et 2017); elle était la deuxième en 2011. La compagnie aérienne Jeju Air y est basée. L'autre porte d'entrée de l'île est le port qui propose des liaisons de ferry en particulier avec Mokpo et Busan. Sur l'île, il n'y a pas de chemins de fer. Les transports publics sont assurés par des bus. Le trajet vers la ville de Seogwipo au sud de l'île dure une heure.

## Jumelages
La ville de Jeju est jumelée avec les villes d'Adélaïde et Brisbane en Australie, de Guilin, Kunshan, Shanghai et Yangzhou en Chine, de Ganghwa, Jindo, Seodaemun et Suwon en Corée, de Las Vegas et Santa Rosa aux États-Unis, et d'Arakawa, Beppu, Sanda et Wakayama au Japon.
Jeju a signé un pacte d'amitié le 14 octobre 2004 avec Rouen et avec Ulm en 2006.

## Littérature
Nicolas Bouvier : Journal d'Aran et d'autres lieux, sur l'île de Chedju, ancien nom de Jeju.